# Jo Van Fleet

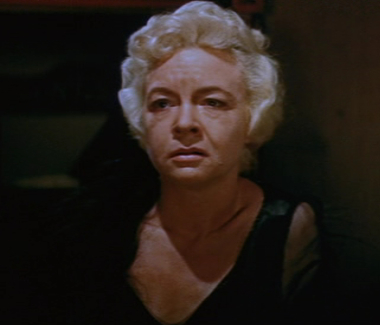
Scenă din filmul La est de Eden

Jo Van Fleet  (n. 29 decembrie 1915, Oakland, California, SUA – d. 10 iunie 1996, New York City, New York, SUA)  a fost o actriță de teatru, fim și de televiziune americană. Printre cele mai cunoscute filme ale sale se numără La est de Eden, Răfuială la O. K. Corral, Locatarul. 

## Filmografie selectivă
- 1955: La est de Eden (East of Eden), regia Elia Kazan
- 1955: Die tätowierte Rose (The Rose Tattoo), regie Daniel Mann
- 1955: I'll Cry Tomorrow (I’ll Cry Tomorrow), regie Daniel Mann
- 1956: Poker mit vier Damen (The King and Four Queens), regia Raoul Walsh
- 1956–1961: Alfred Hitchcock prezintă... (Alfred Hitchcock Presents, serie TV, 4 episoade)
- 1957: Răfuială la O. K. Corral (Gunfight at the O. K. Corral), regia John Sturges
- 1958: Baraj contra Pacificului (Barrage contre le Pacifique/This Angry Age), regia René Clément
- 1960: Râul îmblânzit (Wild River), regia Elia Kazan
- 1966: Die Leute von der Shiloh Ranch (serie TV, 1 episod)
- 1967: Luke mână rece (Cool Hand Luke), regia Stuart Rosenberg
- 1968: Lass mich küssen deinen Schmetterling (I Love You, Alice B. Toklas!), regia Hy Averback
- 1969: 80 Schritte bis zum Glück (80 Steps to Jonah)
- 1970/1971: Bonanza (serie TV, 2 episoade)
- 1971: Wo Gangster um die Ecke knallen (The Gang That Couldn't Shoot Straight), regia James Goldstone
- 1976: Locatarul (The Tenant), regia Roman Polanski
- 1980: Der Weg zur Macht (Power; film TV)
- 1986: Das Geschäft des Lebens (Seize the Day)